# Каденко, Владимир Михайлович
Влади́мир Миха́йлович Каде́нко (род. 29 июля 1953, Киев) — советский и украинский поэт, автор песен, бард, филолог, писатель, переводчик. Член редколлегии журнала «Радуга», член жюри различных песенных конкурсов. Член Ассоциации русских писателей Украины (1999).

## Биография
С 1969 года начал писать песни на собственные стихи.
В 1981 году окончил Киевский государственный университет имени Т. Г. Шевченко по факультету филологии. Затем работал на Киевской детской турстанции инструктором-методистом детского туризма.
В 1986 году принял участие в поездках с концертами по Чернобыльской зоне.
Участник туристических походов по Восточным Саянам, Дальнему Востоку, Уралу, Памиру, Кавказу.

## Отличия
- Лауреат премии Фонда Союза Писателей Украины «Литературная сокровищница» («Літературна скарбниця»; поэзия; 1992 год);
- Лауреат литературного конкурса «Высота» 2000 г.[3]
- Лауреат Международной литературной премии имени Великого князя Юрия Долгорукого (в составе Киевского «Клуба на Московской площади»);
- Диплом и медаль с изображением основателя Москвы (2005)[4].

## Дискография
- «Владимирская горка» (1996 г.);
- «Парус» (2000 г.);
- «Обещанье Рождества» (2000 г.);
- «Фитотерапия» (2000 г.);
- «Книга странствий»;
- «Обещание рождества» (студия «Восточный ветер», г. Москва, звукорежиссёр Александр Ефимов).

## Книги
- Сборник стихов «Движение планет. Благовест» (Киев, 1993 г.)
- «Христианские требования в политике» («Дух и литера», Киев, 1998 г.)
- «Прогулка императора» («Вита Нова», Санкт-Петербург, 2007 г.)

## Переводы
- Перевод книги Пьера Грипари «Парижские сказки» («Дух и литера», Киев, 2000 г.)
- Перевод книги эссе Жоржа Нива («Дух и литера», Киев, 2001 г.)
- Перевод книги «Безжальный смолоскип» («Янтра», Донецк, 2001 г.)
- Перевод комедий Жоржа Фейдо «Блоха в ухе» и «Слабительное для малыша», поставленных в театре русской драмы им. Леси Украинки
- Перевод комедий «Заложники» и «Камасутра с легкими травмами», поставленных в Киевском театре на Печерске.

## Другие публикации
- Едвабне[5]
- Поэма-трактат «Волшебная сила»[6]